# NGC 3816
NGC 3816 és una galàxia lenticular la galàxia situada a uns 270 milions d'anys llum de distància a la constel·lació del Lleó. Va ser descoberta per astrònom Heinrich d'Arrest el 9 de maig de 1864. NGC 3816 és un membre del cúmul de Lleó.